# Moby
Moby (właśc. Richard Melville Hall; ur. 11 września 1965 w Harlemie w Nowym Jorku) – amerykański wokalista, muzyk, kompozytor, multiinstrumentalista oraz DJ i producent muzyczny. Zajmuje się szeroko rozumianą muzyką elektroniczną. Jest aktywistą praw zwierząt, weganinem. 
Wychowany został przez matkę, ponieważ jego ojciec zginął w wypadku samochodowym, gdy Richard miał 2 lata. Pseudonim „Moby” zyskał już w dzieciństwie. Pochodzi ona z tytułu słynnej powieści „Moby Dick” Hermana Melville’a, z którym artystę łączą więzy rodzinne. 
W 2016 napisał autobiografię zatytułowaną Porcelain. Wspomnienia.

## Dyskografia

### Albumy
| 1992                           | Moby - Data: 27 lipca 1992 - Wydawca: Instinct                                                | –  | –  | –  | –  | –  | –  | –  | –  | –  | –   | –  |                                    |
| 1993                           | Ambient - Data: 17 sierpnia 1993 - Wydawca: Instinct                                          | –  | –  | –  | –  | –  | –  | –  | –  | –  | –   | –  |                                    |
| 1995                           | Everything Is Wrong - Data: 14 marca 1995 - Wydawca: Mute, Elektra                            | –  | –  | –  | 69 | –  | –  | 40 | –  | 21 | –   | –  | - UK: srebro                       |
| 1996                           | Animal Rights - Data: 23 września 1996 - Wydawca: Mute, Elektra                               | –  | –  | –  | –  | –  | –  | –  | –  | 38 | –   | –  |                                    |
| 1999                           | Play - Data: 17 maja 1999 - Wydawca: Little Idiot, V2, BMG, Mute                              | 38 | 13 | 1  | 21 | 2  | 14 | 18 | 1  | 1  | –   | –  | - UK: 5x platyna - USA: 2x platyna |
| 2002                           | 18 - Data: 14 maja 2002 - Wydawca: Mute, V2, BMG                                              | 4  | 1  | 1  | 1  | 2  | 3  | 5  | 1  | 1  | 48  | 12 | - UK: platyna - USA: złoto         |
| 2005                           | Hotel - Data: 14 marca 2005 - Wydawca: V2, Mute                                               | 28 | –  | 10 | 3  | 18 | 11 | 12 | 2  | 8  | 37  | 2  | - POL: złoto                       |
| 2008                           | Last Night - Data: 29 marca 2008 - Wydawca: Mute                                              | 27 | 6  | 30 | 10 | –  | 40 | 38 | 12 | 28 | 70  | 9  |                                    |
| 2009                           | Wait for Me - Data: 29 czerwca 2009 - Wydawca: Little Idiot, Mute                             | 22 | 17 | 40 | 18 | –  | –  | –  | 5  | 44 | –   | 35 |                                    |
| 2011                           | Destroyed. - Data: 13 maja 2011 - Wydawca: Little Idiot, Mute                                 | 69 | 16 | –  | 10 | 38 | –  | –  | 19 | 35 | –   | 43 |                                    |
| 2013                           | Innocents - Data: 1 października 2013 - Wydawca: Little Idiot, Mute                           | 66 | –  | 39 | 22 | 31 | –  | –  | 18 | 35 | 140 | 27 |                                    |
| 2018                           | Everything Was Beautiful, and Nothing Hurt - Data: 2 marca 2018 - Wydawca: Little Idiot, Mute | –  | –  | –  | –  | –  | –  | –  | –  | 30 | –   | 42 |                                    |
| „—” pozycja nie była notowana. |                                                                                               |    |    |    |    |    |    |    |    |    |     |    |                                    |

### Kompilacje
| 1991                           | Instinct Dance - Data: 30 listopada 1991 - Wydawca: Instinct                       | –   | – | –  | –   | –  | –  |             |
| 1993                           | Early Underground - Data: 11 marca 1993 - Wydawca: Instinct                        | –   | – | –  | –   | –  | –  |             |
| 1996                           | Rare: The Collected B-Sides 1989–1993 - Data: 16 sierpnia 1996 - Wydawca: Instinct | –   | – | –  | —   | –  | –  |             |
| 1997                           | I Like to Score - Data: 26 sierpnia 1997 - Wydawca: Mute, Elektra                  | –   | – | –  | 83  | 54 | –  |             |
| 2000                           | MobySongs 1993–1998 - Data: 18 lipca 2000 - Wydawca: Elektra                       | 137 | – | –  | –   | –  | –  |             |
| 2000                           | Play: The B Sides - Data: 24 października 2000 - Wydawca: V2                       | –   | – | –  | –   | 24 | –  |             |
| 2003                           | 18 B Sides + DVD - Data: 18 listopada 2003 - Wydawca: Mute, V2                     | –   | – | –  | –   | –  | –  |             |
| 2005                           | iTunes Originals: Hotel - Data: 26 lipca 2005 - Wydawca: V2                        | –   | – | –  | –   | –  | –  |             |
| 2006                           | Go – The Very Best of Moby - Data: 24 października 2006 - Wydawca: Mute, V2        | 153 | 3 | 28 | 2   | 23 | 38 | - UK: złoto |
| 2008                           | A Night in NYC - Data: 11 maja 2008 - Wydawca: UpFront                             | –   | – | –  | –   | –  | –  |             |
| 2016                           | Music from Porcelain - Data: 27 maja 2016 - Wydawca: UpFront                       | –   | – | –  | 122 | –  | –  |             |
| „—” pozycja nie była notowana. |                                                                                    |     |   |    |     |    |    |             |

### Remiksy
| 1996                           | Everything Is Wrong – DJ Mix Album - Data: 16 stycznia 1996 - Wydawca: Mute | 25 | –  |
| 2007                           | Go - The Very Best of Moby: Remixed - Data: 5 marca 2007 - Wydawca: Mute    | –  | 33 |
| 2008                           | Last Night Remixed - Data: 3 listopada 2008 - Wydawca: Mute                 | –  | –  |
| 2009                           | Wait for Me – Ambient - Data: 2 listopada 2009 - Wydawca: Little Idiot      | –  | –  |
| 2010                           | Wait for Me. Remixes! - Data: 17 maja 2010 - Wydawca: Mute                  | –  | –  |
| „—” pozycja nie była notowana. |                                                                             |    |    |

### Albumy koncertowe
| Rok  | Tytuł                                                                                      |
| ---- | ------------------------------------------------------------------------------------------ |
| 2011 | Tunes Festival London 2011 - Data: 4 sierpnia 2011 - Wydawca: Little Idiot / Because Music |

### Minialbumy
| Rok  | Tytuł                                                                  |
| ---- | ---------------------------------------------------------------------- |
| 1993 | Move - The E.P. - Data: 14 sierpnia 1993 - Wydawca: Mute, Elektra      |
| 2007 | The BioShock EP - Data: 4 grudnia 2007 - Wydawca: Take-Two Interactive |
| 2011 | Be the One - Data: 15 lutego 2011 - Wydawca: Little Idiot, Mute        |

### Inne albumy
| Rok  | Tytuł                                              |
| ---- | -------------------------------------------------- |
| 1995 | Underwater - Data: 1995 - Wydawca: Mute, Elektra   |
| 1996 | Little Idiot - Data: 1996 - Wydawca: Mute, Elektra |
| 2005 | Earthlings - Data: 2005 - Wydawca: Nation Earth    |
| 2005 | hotel.ambient - Data: 2005 - Wydawca: Mute, V2     |
| 2012 | Don't Eat Me - Data: 2012 - Wydawca: Mute, V2      |

### Single
| 1990                           | „Mobility”                                                              | –  | –  | –  | –  | –  | –  | –  | –  | –  | –  | Instinct Dance                           |
| 1991                           | „Go”                                                                    | –  | –  | –  | –  | –  | –  | –  | 9  | –  | 10 | Moby                                     |
| 1992                           | „Drop a Beat”                                                           | –  | –  | –  | –  | –  | –  | –  | –  | –  | –  | Moby                                     |
| 1992                           | „Next Is the E”                                                         | –  | –  | –  | –  | –  | –  | –  | –  | –  | –  | Moby                                     |
| 1993                           | „I Feel It” / „Thousand”                                                | –  | –  | –  | –  | –  | –  | –  | –  | –  | 38 | Moby                                     |
| 1993                           | „Move (You Make Me Feel So Good)”                                       | –  | –  | –  | –  | –  | 40 | –  | 23 | –  | 21 | —                                        |
| 1993                           | „All That I Need Is to Be Loved”                                        | –  | –  | –  | –  | –  | –  | –  | –  | –  | –  | Everything Is Wrong                      |
| 1994                           | „Hymn"                                                                  | –  | –  | –  | –  | –  | –  | 46 | –  | –  | 31 | Everything Is Wrong                      |
| 1994                           | „Feeling So Real”                                                       | –  | 14 | –  | 21 | –  | 40 | 9  | 12 | –  | 30 | Everything Is Wrong                      |
| 1995                           | „Everytime You Touch Me"                                                | –  | –  | –  | –  | –  | –  | –  | 25 | –  | 28 | Everything Is Wrong                      |
| 1995                           | „Into the Blue"                                                         | –  | –  | –  | –  | –  | –  | –  | –  | –  | 34 | Everything Is Wrong                      |
| 1996                           | „Bring Back My Happiness"                                               | –  | –  | –  | –  | –  | –  | –  | –  | –  | –  | Everything Is Wrong                      |
| 1996                           | „That's When I Reach for My Revolver"                                   | –  | –  | –  | –  | –  | –  | –  | –  | 14 | 50 | Animal Rights                            |
| 1996                           | „Come on Baby"                                                          | –  | –  | –  | –  | –  | –  | –  | –  | –  | –  | Animal Rights                            |
| 1997                           | „James Bond Theme (Moby's Re-Version)”                                  | –  | 48 | –  | –  | 41 | 31 | 17 | 37 | 7  | 8  | I Like to Score                          |
| 1998                           | „Honey”                                                                 | –  | 77 | –  | 30 | –  | –  | –  | 94 | –  | 33 | Play                                     |
| 1999                           | „Run On"                                                                | –  | –  | –  | –  | –  | –  | –  | –  | –  | 33 | Play                                     |
| 1999                           | „Bodyrock"                                                              | –  | –  | –  | –  | –  | –  | –  | –  | –  | 38 | Play                                     |
| 1999                           | „Why Does My Heart Feel So Bad?"                                        | –  | 3  | 33 | 4  | –  | –  | –  | 61 | –  | 16 | Play                                     |
| 2000                           | „Natural Blues"                                                         | –  | 46 | –  | –  | 9  | –  | 28 | –  | 13 | 11 | Play                                     |
| 2000                           | „Porcelain"                                                             | –  | 63 | –  | –  | 99 | –  | 79 | 68 | –  | 5  | Play                                     |
| 2000                           | „Why Does My Heart Feel So Bad?” / „Honey” (Remix) (featuring Kelis)    | –  | 4  | –  | –  | –  | –  | –  | –  | –  | 17 | Play                                     |
| 2000                           | „South Side” (ft. Gwen Stefani)                                         | 14 | –  | –  | –  | –  | –  | –  | –  | –  | –  | Play                                     |
| 2002                           | „Find My Baby”                                                          | –  | –  | –  | –  | 53 | –  | –  | –  | –  | –  | 18                                       |
| 2002                           | „We Are All Made of Stars"                                              | –  | 60 | 23 | 50 | 40 | 45 | –  | 54 | –  | 11 | 18                                       |
| 2002                           | „Extreme Ways"                                                          | –  | –  | –  | –  | 53 | –  | 91 | –  | –  | 39 | 18                                       |
| 2002                           | „In This World"                                                         | –  | 78 | –  | –  | 22 | –  | 66 | 47 | –  | 35 | 18                                       |
| 2003                           | „In My Heart"                                                           | –  | –  | –  | –  | 76 | –  | –  | –  | –  | –  | 18                                       |
| 2003                           | „Sunday (The Day Before My Birthday)”                                   | –  | –  | –  | –  | –  | –  | –  | 93 | –  | –  | 18                                       |
| 2003                           | „Jam for the Ladies” (vs. Princess Superstar, ft. MC Lyte, Angie Stone) | –  | –  | –  | –  | –  | –  | –  | –  | –  | –  | 18                                       |
| 2004                           | „Make Love Fuck War” (oraz Public Enemy)                                | –  | –  | –  | –  | –  | –  | –  | –  | –  | –  | New Whirl Odor                           |
| 2005                           | „Lift Me Up"                                                            | –  | 12 | –  | 12 | 6  | 38 | 24 | 23 | 10 | 18 | Hotel                                    |
| 2005                           | „Raining Again"                                                         | –  | 82 | –  | –  | –  | –  | 96 | –  | 14 | –  | Hotel                                    |
| 2005                           | „Spiders"                                                               | –  | –  | –  | –  | –  | –  | –  | –  | –  | 50 | Hotel                                    |
| 2005                           | „Dream About Me"                                                        | –  | –  | –  | –  | –  | –  | –  | –  | –  | –  | Hotel                                    |
| 2005                           | „Beautiful"                                                             | –  | 90 | –  | –  | 63 | –  | –  | –  | –  | –  | Hotel                                    |
| 2006                           | „Slipping Away"                                                         | –  | 83 | –  | –  | –  | –  | –  | –  | –  | 53 | Hotel                                    |
| 2006                           | „Slipping Away (Crier La Vie)” (ft. Mylène Farmer)                      | –  | –  | –  | –  | 1  | –  | –  | –  | –  | –  | Go - The Very Best of Moby               |
| 2006                           | „Escapar (Slipping Away)” (ft. Amaral)                                  | –  | –  | –  | –  | –  | –  | –  | –  | –  | –  | Go - The Very Best of Moby               |
| 2006                           | „New York, New York” (ft. Debbie Harry)                                 | –  | 69 | –  | 47 | –  | –  | –  | 64 | –  | 43 | Go - The Very Best of Moby               |
| 2007                           | „Extreme Ways (Bourne's Ultimatum)”                                     | –  | –  | –  | –  | –  | –  | –  | –  | –  | 61 | The Bourne Ultimatum (ścieżka dźwiękowa) |
| 2008                           | „Alice"                                                                 | –  | –  | –  | –  | –  | –  | –  | –  | –  | –  | Last Night                               |
| 2008                           | „Disco Lies"                                                            | –  | 8  | –  | 21 | –  | 53 | 10 | 68 | –  | –  | Last Night                               |
| 2008                           | „I Love to Move in Here"                                                | –  | –  | –  | –  | –  | –  | –  | –  | –  | –  | Last Night                               |
| 2008                           | „Ooh Yeah”                                                              | –  | –  | –  | –  | –  | –  | –  | –  | –  | –  | Last Night                               |
| 2009                           | „Shot in the Back of the Head"                                          | –  | –  | –  | –  | –  | –  | –  | –  | –  | –  | Wait for Me                              |
| 2009                           | „Pale Horses"                                                           | –  | –  | –  | –  | –  | –  | –  | –  | –  | –  | Wait for Me                              |
| 2009                           | „Mistake”                                                               | –  | –  | –  | –  | –  | –  | –  | –  | –  | –  | Wait for Me                              |
| 2009                           | „One Time We Lived"                                                     | –  | –  | –  | –  | –  | –  | –  | –  | –  | –  | Wait for Me                              |
| 2010                           | „Wait for Me"                                                           | –  | –  | –  | –  | –  | –  | –  | –  | –  | –  | Wait for Me                              |
| 2011                           | „Be the One”                                                            | –  | –  | –  | –  | 96 | –  | –  | –  | –  | –  | Destroyed.                               |
| 2011                           | „The Day”                                                               | –  | –  | –  | –  | –  | –  | –  | –  | –  | –  | Destroyed.                               |
| 2011                           | „Lie Down in Darkness”                                                  | –  | –  | –  | –  | –  | –  | –  | –  | –  | –  | Destroyed.                               |
| „—” pozycja nie była notowana. |                                                                         |    |    |    |    |    |    |    |    |    |    |                                          |

#### Single promocyjne
| 1995                           | „What Love?”                                            | –  | – | Everything Is Wrong |
| 1999                           | „Why Can't It Stop?"                                    | 47 | – | —                   |
| 2002                           | „We Are All Made of Stars” (Timo Maas Dub Mix)          | 13 | 4 | 18                  |
| 2002                           | „We Are All Made of Stars” (Bob Sinclar Main Vocal Mix) | 13 | 4 | 18                  |
| 2002                           | „We Are All Made of Stars” (DJ Tiësto's Edited Dub)     | 13 | 4 | 18                  |
| 2011                           | „The Right Thing"                                       | –  | – | Destroyed.          |
| 2011                           | „After"                                                 | –  | – | Destroyed.          |
| „—” pozycja nie była notowana. |                                                         |    |   |                     |

## Teledyski
| Rok  | Tytuł                                             | Reżyseria                                       |
| ---- | ------------------------------------------------- | ----------------------------------------------- |
| 1991 | „Go"                                              | Ondrej Rudavsky                                 |
| 1992 | „Next Is the E (I Feel It)”                       | —                                               |
| 1993 | „Move"                                            | Elizabeth Bailey                                |
| 1994 | „Hymn” (color version)                            | Paul Yates                                      |
| 1994 | „Hymn” (black-and-white version)                  | Paul Yates                                      |
| 1994 | „Feeling So Real”                                 | Moby                                            |
| 1995 | „Everytime You Touch Me"                          | Elizabeth Bailey                                |
| 1995 | „Into the Blue"                                   | Dani Jacobs                                     |
| 1995 | „Bring Back My Happiness"                         | —                                               |
| 1996 | „That's When I Reach for My Revolver” (version 1) | Lance Bangs                                     |
| 1996 | „That's When I Reach for My Revolver” (version 2) | Lance Bangs                                     |
| 1996 | „Come on Baby"                                    | Lance Bangs                                     |
| 1997 | „James Bond Theme (Moby's re-version)”            | Jonas Åkerlund                                  |
| 1998 | „Honey"                                           | Roman Coppola                                   |
| 1999 | „Run On” (version 1)                              | Mike Mills                                      |
| 1999 | „Run On” (version 2)                              | —                                               |
| 1999 | „Bodyrock” (version 1)                            | Fredrik Bond                                    |
| 1999 | „Bodyrock” (version 2)                            | Fredrik Bond                                    |
| 1999 | „Bodyrock” (version 3)                            | Steve Carr                                      |
| 1999 | „Why Does My Heart Feel So Bad?"                  | Susi Wilkinson, Hotessa Laurence, Filipe Alçada |
| 2000 | „Natural Blues” (version 1)                       | David LaChapelle                                |
| 2000 | „Natural Blues” (version 2)                       | Susi Wilkinson, Hotessa Laurence, Filipe Alçada |
| 2000 | „Porcelain” (version 1)                           | Jonas Åkerlund                                  |
| 2000 | „Porcelain” (version 2)                           | Nicholas Brandt                                 |
| 2000 | „South Side"                                      | Joseph Kahn                                     |
| 2002 | „Find My Baby"                                    | Dan Lowe                                        |
| 2002 | „We Are All Made of Stars"                        | Joseph Kahn                                     |
| 2002 | „Extreme Ways"                                    | Wayne Isham                                     |
| 2002 | „In This World"                                   | Style Wars                                      |
| 2002 | „In My Heart"                                     | Style Wars                                      |
| 2003 | „Sunday (The Day Before My Birthday)”             | Style Wars                                      |
| 2003 | „Jam for the Ladies” (version 1)                  | Seb Ronjon                                      |
| 2003 | „Jam for the Ladies” (version 2)                  | Seb Ronjon                                      |
| 2004 | „Make Love Fuck War”                              | —                                               |
| 2005 | „Lift Me Up"                                      | Jose Garcia                                     |
| 2005 | „Raining Again"                                   | Barnaby Roper                                   |
| 2005 | „Spiders"                                         | Brian Sperber                                   |
| 2005 | „Dream About Me"                                  | Hugo Ramirez                                    |
| 2005 | „Beautiful"                                       | David Guetta, Joachim Garraud                   |
| 2006 | „Slipping Away"                                   | Hugo Ramirez                                    |
| 2006 | „Slipping Away (Crier la vie)”                    | Hugo Ramirez                                    |
| 2006 | „Escapar (Slipping Away)”                         | Hugo Ramirez                                    |
| 2006 | „New York, New York” (version 1)                  | Evan Bernard                                    |
| 2006 | „New York, New York” (version 2)                  | Saint Reverend Jen                              |
| 2007 | „Extreme Ways (Bourne's Ultimatum)”               | Paul Greengrass                                 |
| 2008 | „Alice"                                           | Andreas Nilsson                                 |
| 2008 | „Disco Lies”                                      | Andrew Duffus                                   |
| 2008 | „Disco Lies” (Freemasons Remix)                   | Andrew Duffus                                   |
| 2008 | „I Love to Move in Here"                          | Toben Seymour                                   |
| 2008 | „Ooh Yeah"                                        | Matteo Bernardini                               |
| 2009 | „Shot in the Back of the Head"                    | David Lynch                                     |
| 2009 | „Pale Horses"                                     | Elenna Allen                                    |
| 2009 | „Mistake” (version 1)                             | Robert Powers                                   |
| 2009 | „Mistake” (version 2)                             | Yoann Lemoine                                   |
| 2009 | „Mistake” (version 3)                             | Katty Baugh                                     |
| 2009 | „One Time We Lived” (version 1)                   | Robert Powers                                   |
| 2009 | „One Time We Lived” (version 2)                   | Mark Pellington                                 |
| 2010 | „Wait for Me” (version 1)                         | Nimrod Shapira                                  |
| 2010 | „Wait for Me” (version 2)                         | Jessica Dimmock, Mark Jackson                   |
| 2010 | „Wait for Me” (version 3)                         | Maik Hempel                                     |
| 2010 | „Wait for Me” (version 4)                         | Martin Winther                                  |
| 2010 | „Wait for Me” (version 5)                         | Sergey Kazakov, Alexandr Lishnevski             |
| 2010 | „Wait for Me” (version 6)                         | Anthony Honn                                    |
| 2010 | „Wait for Me” (version 7)                         | Petr Tomaides                                   |
| 2011 | „Be the One"                                      | Moby, Jo Haggis                                 |
| 2011 | „Sevastopol"                                      | Moby                                            |
| 2011 | „Victoria Lucas"                                  | Moby                                            |
| 2011 | „The Day"                                         | Evan Bernard, Eyeball                           |
| 2011 | „Lie Down in Darkness"                            | Institute for Eyes                              |
| 2011 | „After"                                           | Antonin Pevny                                   |
| 2011 | „The Right Thing” (version 1)                     | The Manship Society                             |
| 2011 | „The Right Thing” (version 2)                     | The Manship Society                             |
| 2011 | „The Right Thing” (Sharam Jey Remix)              | The Manship Society                             |

## Literatura przedmiotu
- Martin James, Moby: Replay, 2001 Olmstead Press Paperback ISBN 1-58754-011-8